# Sindaci di Olbia
Lista dei sindaci di Olbia.

## Regno d'Italia (1861-1946)
| Sindaci nominati dal governo (1860-1889)                   | Sindaci nominati dal governo (1860-1889) | Sindaci nominati dal governo (1860-1889) | Sindaci nominati dal governo (1860-1889) | Sindaci nominati dal governo (1860-1889) |
| Nominativo                                                 | Partito                                  | Partito                                  | Mandato                                  | Mandato                                  |
| Nominativo                                                 | Partito                                  | Partito                                  | Inizio                                   | Fine                                     |
| ---------------------------------------------------------- | ---------------------------------------- | ---------------------------------------- | ---------------------------------------- | ---------------------------------------- |
| Francesco Mibelli                                          |                                          |                                          | 1866                                     | 1868                                     |
| Pietro Putzu                                               |                                          |                                          | 1868                                     | 1876                                     |
| Giovanni Maria Bardanzellu                                 |                                          |                                          | 1876                                     | 1880                                     |
| Giovanni Maria Farina                                      |                                          |                                          | 1880                                     | 1897                                     |
| Sindaci eletti dal Consiglio comunale (1889-1926)          |                                          |                                          |                                          |                                          |
| Nominativo                                                 | Partito                                  | Partito                                  | Mandato                                  | Mandato                                  |
| Nominativo                                                 | Partito                                  | Partito                                  | Inizio                                   | Fine                                     |
| Salvatore Pintus                                           |                                          |                                          | 1897                                     | 1900                                     |
| Giovanni Battista Sanguineti                               |                                          |                                          | 1900                                     | 1906                                     |
| Antonio Sotgiu                                             |                                          | Partito Socialista Italiano              | 1906                                     | 1910                                     |
| Giovanni Maria Farina                                      |                                          |                                          | 1910                                     | 1921                                     |
| Salvatore Pintus                                           |                                          |                                          | 1921                                     | 1927                                     |
| Podestà nominati dal governo (1926-1943)                   |                                          |                                          |                                          |                                          |
| Nominativo                                                 | Partito                                  | Partito                                  | Mandato                                  | Mandato                                  |
| Nominativo                                                 | Partito                                  | Partito                                  | Inizio                                   | Fine                                     |
| Stefano Linaldeddu                                         |                                          | Partito Nazionale Fascista               | 1927                                     | 1931                                     |
| Celestino Manca                                            | Commissario prefettizio                  | Commissario prefettizio                  | 1931                                     | 1931                                     |
| Antonio Piredda                                            | Commissario prefettizio                  | Commissario prefettizio                  | 1931                                     | 1932                                     |
| Nico Mundula                                               | Commissario prefettizio                  | Commissario prefettizio                  | 1932                                     | 1932                                     |
| Andrea Mossa                                               | Commissario prefettizio                  | Commissario prefettizio                  | 1932                                     | 1933                                     |
| Attilio Piro                                               |                                          | Partito Nazionale Fascista               | 1933                                     | 1934                                     |
| Silverio Piro                                              |                                          | Partito Nazionale Fascista               | 1934                                     | 1935                                     |
| Raffaele Col                                               |                                          | Partito Nazionale Fascista               | 1935                                     | 1935                                     |
| Ferdinando Coli                                            | Commissario prefettizio                  | Commissario prefettizio                  | 1935                                     | 1935                                     |
| Silverio Piro                                              | Commissario prefettizio                  | Commissario prefettizio                  | 1936                                     | 1936                                     |
| Pietro Ladu                                                | Commissario prefettizio                  | Commissario prefettizio                  | 1936                                     | 1937                                     |
| Silverio Piro                                              |                                          | Partito Nazionale Fascista               | 1937                                     | 1940                                     |
| Remo Fadda                                                 |                                          | Partito Nazionale Fascista               | 1940                                     | 1943                                     |
| Sindaci del periodo costituzionale transitorio (1943-1946) |                                          |                                          |                                          |                                          |
| Nominativo                                                 | Partito                                  | Partito                                  | Mandato                                  | Mandato                                  |
| Nominativo                                                 | Partito                                  | Partito                                  | Inizio                                   | Fine                                     |
| Avv. Anastasi                                              | Commissario prefettizio                  | Commissario prefettizio                  | 1943                                     | 1944                                     |
| Benedetto Raccuglia                                        | Commissario prefettizio                  | Commissario prefettizio                  | 1944                                     | 1944                                     |
| Paolo Sensini                                              |                                          | Partito Socialista Italiano              | 1944                                     | 1946                                     |

## Repubblica italiana (dal 1946)
| Sindaci eletti dal Consiglio comunale (1946-1995)    | Sindaci eletti dal Consiglio comunale (1946-1995) | Sindaci eletti dal Consiglio comunale (1946-1995) | Sindaci eletti dal Consiglio comunale (1946-1995) | Sindaci eletti dal Consiglio comunale (1946-1995) | Sindaci eletti dal Consiglio comunale (1946-1995) | Sindaci eletti dal Consiglio comunale (1946-1995) | Sindaci eletti dal Consiglio comunale (1946-1995) | Sindaci eletti dal Consiglio comunale (1946-1995) |
| Nominativo                                           | Nominativo                                        | Partito                                           | Partito                                           | Giunta                                            | Giunta                                            | Mandato                                           | Mandato                                           | Elezione                                          |
| Nominativo                                           | Nominativo                                        | Partito                                           | Partito                                           | Giunta                                            | Giunta                                            | Inizio                                            | Fine                                              | Elezione                                          |
| ---------------------------------------------------- | ------------------------------------------------- | ------------------------------------------------- | ------------------------------------------------- | ------------------------------------------------- | ------------------------------------------------- | ------------------------------------------------- | ------------------------------------------------- | ------------------------------------------------- |
|                                                      | Carlo Putzu                                       |                                                   | Democrazia Cristiana                              |                                                   | DC                                                | 1946                                              | 1946                                              | 1946                                              |
|                                                      | Marco Agostino Amucano                            |                                                   | Democrazia Cristiana                              | 1946                                              | DC                                                | 1950                                              |                                                   | 1946                                              |
|                                                      | Antonio Maciocco                                  |                                                   | Democrazia Cristiana                              | 1950                                              | DC                                                | 1952                                              |                                                   | 1946                                              |
|                                                      | Alessandro Nanni                                  |                                                   | Partito Socialista Italiano                       |                                                   | PSI                                               | 1952                                              | 1956                                              | 1952                                              |
|                                                      | Saverio De Michele                                |                                                   | Democrazia Cristiana                              |                                                   | DC-MSI-PNM                                        | 1956                                              | 1958                                              | 1956                                              |
|                                                      | Giulio Dal Re                                     | Commissario prefettizio                           | Commissario prefettizio                           | Commissario prefettizio                           | Commissario prefettizio                           | 1958                                              | ?                                                 | -                                                 |
|                                                      | Corrado Baschieri                                 | Commissario prefettizio                           | Commissario prefettizio                           | Commissario prefettizio                           | Commissario prefettizio                           | ?                                                 | 1960                                              | -                                                 |
|                                                      | Saverio De Michele                                |                                                   | Lista civica                                      |                                                   | L. Civica-DC                                      | 1960                                              | 1964                                              | 1960                                              |
|                                                      | Andreino Fiorentino                               |                                                   | Democrazia Cristiana                              |                                                   | DC                                                | 1964                                              | 1964                                              | 1964                                              |
|                                                      | Antonetto Lupacciolu                              |                                                   | Democrazia Cristiana                              | 1964                                              | DC                                                | 1966                                              |                                                   | 1964                                              |
|                                                      | Francesco Asara                                   |                                                   | Democrazia Cristiana                              | 1966                                              | DC                                                | 1968                                              |                                                   | 1964                                              |
|                                                      | Tore Mibelli                                      |                                                   | Democrazia Cristiana                              | 1968                                              | DC                                                | 1970                                              |                                                   | 1964                                              |
|                                                      | Giuseppe Sotgiu                                   |                                                   | Partito Socialista Italiano                       |                                                   | PSI                                               | 1970                                              | 1971                                              | 1970                                              |
|                                                      | Giuseppe Sotgiu                                   | DC-PSI                                            | Partito Socialista Italiano                       | 1972                                              | 1973                                              | 1972                                              |                                                   |                                                   |
|                                                      | Giuseppe Carzedda                                 |                                                   | Democrazia Cristiana                              |                                                   | DC                                                | 1973                                              | 1980                                              | 1973                                              |
|                                                      | Mario Cocciu                                      |                                                   | Partito Socialista Italiano                       |                                                   | PSI                                               | 1980                                              | 1984                                              | 1980                                              |
|                                                      | Renato Careddu                                    |                                                   | Democrazia Cristiana                              |                                                   | DC-PSI                                            | 1984                                              | 1985                                              | 1980                                              |
|                                                      | Gian Piero Scanu                                  |                                                   | Democrazia Cristiana                              |                                                   | DC                                                | 1985                                              | 1990                                              | 1985                                              |
|                                                      | Gian Piero Scanu                                  | DC/PPI-PSI                                        | Democrazia Cristiana                              | 1990                                              | 1994                                              | 1990                                              |                                                   |                                                   |
|                                                      | Giulio Careddu                                    | DC/PPI-PSI                                        |                                                   | Democrazia Cristiana                              | 1994                                              | 1990                                              | 1995                                              |                                                   |
| Sindaci eletti direttamente dai cittadini (dal 1995) |                                                   |                                                   |                                                   |                                                   |                                                   |                                                   |                                                   |                                                   |
| Nominativo                                           | Nominativo                                        | Partito                                           | Partito                                           | Coalizione                                        | Coalizione                                        | Mandato                                           | Mandato                                           |                                                   |
| Nominativo                                           | Nominativo                                        | Partito                                           | Partito                                           | Coalizione                                        | Coalizione                                        | Inizio                                            | Fine                                              |                                                   |
|                                                      | Giommaria Uggias                                  |                                                   | Partito Popolare Italiano                         |                                                   | AdP-PPI                                           | 8 maggio 1995                                     | 16 novembre 1997                                  | 1995                                              |
|                                                      | Settimo Nizzi                                     |                                                   | Forza Italia                                      |                                                   | FI-AN-CCD                                         | 16 novembre 1997                                  | 13 maggio 2001                                    | 1997                                              |
|                                                      | Settimo Nizzi                                     | FI-CCD-CDU-RS                                     | Forza Italia                                      | 13 maggio 2001                                    | 26 maggio 2002                                    | 2001                                              |                                                   |                                                   |
|                                                      | Settimo Nizzi                                     | FI-AN-UDC-RS-UDR-NPSI                             | Forza Italia                                      | 26 maggio 2002                                    | 27 maggio 2007                                    | 2002                                              |                                                   |                                                   |
|                                                      | Gianni Giovannelli                                |                                                   | Forza Italia                                      |                                                   | FI-AN-UDC-MpA-RS-NPSI-DCA                         | 27 maggio 2007                                    | 28 marzo 2011                                     | 2007                                              |
|                                                      | Mario Mariani                                     | Commissario prefettizio                           | Commissario prefettizio                           | Commissario prefettizio                           | Commissario prefettizio                           | 28 marzo 2011                                     | 18 maggio 2011                                    | -                                                 |
|                                                      | Gianni Giovannelli                                |                                                   | Indipendente                                      |                                                   | PD-IdV-SEL-Civiche                                | 18 maggio 2011                                    | 19 giugno 2016                                    | 2011                                              |
|                                                      | Settimo Nizzi                                     |                                                   | Forza Italia                                      |                                                   | FI-Civiche                                        | 20 giugno 2016                                    | 28 ottobre 2021                                   | 2016                                              |
|                                                      | Settimo Nizzi                                     | FI-RS-PSd'Az-Lega-UdC-Civiche                     | Forza Italia                                      | 28 ottobre 2021                                   | in carica                                         | 2021                                              |                                                   |                                                   |